# Thorarchaeota
Kmen Thorarchaeota se řadí do skupiny Asgard v rámci domény Archea. Skupina Asgard je tvořena kromě zástupci z kmene Thorarchaeota také následujícími kmeny: Lokiarchaeota, Odinarchaeota, Heimdaarchaeota, Helarchaeota a Gerdarchaeota.

## Objev
Tento kmen byl popsán na základě částečných až téměř úplných genomů, které byly získány ze sedimentů ústí řeky White Oak v Severní Karolíně. Spolu s dalšími metagenomickými údaji o kmenech Lokiarchaeota a Thorarchaeota byla prokázána přítomnost charakteristických eukaryotických proteinů, jako jsou například tubuliny nebo homology ε DNA polymerasy. Studium Thorarchaeot tedy může vést k dosažení dalších poznatků o procesech, které vedly ke vzniku první eukaryotické buňky na základě další evoluční analýzy asgardských linií.

## Charakteristika

### Genom
V rámci Asgard skupiny je pro kmen Thorarchaeota jedinečná přítomnost genů, které kódují proteiny pro eukaryotické membránové transportní systémy. Taktéž se v genomu vyskytují geny pro proteiny sloužící pro tvorbu vezikul, což naznačuje potenciální roli v evoluci eukaryot. Genomy zástupců Thorarchaeota nese geny pro degradaci organické hmoty a také geny, které kódují proteiny pro asimilaci extracelulárních proteinů.

### Metabolismus
Thorarchaeota jsou schopna fixovat anorganický uhlík ve formě CO2, jak napovídá analýza genomů získaných z hlubokých anoxických vrstev. Z toho lze usuzovat, že se jedná o obligátní anaeroby, avšak Thorarchaeota jsou kromě fermentace, při které je produkován vodík, schopna i oxidace organických látek s generováním membránového potenciálu pomocí odvozeného komplexu I dýchacího řetězce.
Thorarchaeota se řadí mezi mixotrofy, fixace uhlíku v těchto mikroorganismech probíhá pomocí Wood-Ljungdahlovy dráhy a elektrony mohou získávat z různých organických substrátů. Ve Wood-Ljungdahlově dráze v těchto mikroorganismech je využíván tetrahydromethanopterin i tetrahydrofolát (který je běžný spíše u bakterií) jakožto jednouhlíkaté nosiče. Mohou se taktéž podílet na produkci ethanolu, jsou schopna fixace dusíku, redukce dusitanů a síry a detoxikace arsenu.

## Výskyt
Z analýzy genu 16S rRNA vyplývá rozšíření zástupců Thorarchaeota v mořských a sladkovodních sedimentech a v odpadních vodách. Vyskytují se pravděpodobně po celém světě bez geografické preference.